# Mastopoma robinsonii
Mastopoma robinsonii là một loài Rêu trong họ Sematophyllaceae. Loài này được (Broth.) E.B. Bartram mô tả khoa học đầu tiên năm 1939.